# South Apopka, Florida
South Apopka är en ort (CDP) i Orange County, i delstaten Florida, USA. Enligt United States Census Bureau har orten en folkmängd på 5 728 invånare (2010) och en landarea på 5,9 km².